# Buena Vista, Quận Richland, Wisconsin
Buena Vista là một thị trấn thuộc quận Richland, tiểu bang Wisconsin, Hoa Kỳ. Năm 2010, dân số của thị trấn này là 1.815 người.